# II. Mikhaél bizánci császár
II. Mikhaél (görögül: Μιχαήλ Β', (Amorium, 770 – Konstantinápoly, 829. október 2.), uralkodott 820. december 25. – 829. október 2.) bizánci császár, az Amorioni vagy Amorita-dinasztia alapítója volt. Katonatisztből lett császár, hajdani harcostársa, V. León meggyilkolását követően jutott trónra. Uralkodása alatt elveszett két fontos tengeri támaszpont, Kréta és Szicília. Beszédhibája miatt nevezték Pszellosznak (dadogó).

## Út a trónig
A phrügiai Amorionban született, innen az általa alapított dinasztia neve. Közlegényként kezdte katonai pályáját, de tehetsége és egy themaparancsnok lányával, Theklával kötött házassága révén tábornoki rangig emelkedett. (Egyetlen gyermeke, Theophilosz Theklától született.) Részt vett Bardanész 803-as felkelésében, amikor is állítólag megjósolták neki és a későbbi V. Leónnak, illetve egy Thómasz nevű tisztnek, hogy amit az elbukott Bardanész nem ér el, azt ők megkapják. Amikor Leó trónra jutott, előléptette társait, ám uralkodása végén összeesküvés gyanújával börtönbe vetette Mikhaélt. Mielőtt kivégezthették volna, hívei meggyilkolták a császárt, és őt kiáltották ki uralkodónak. Bár műveletlen és felkapaszkodott volt, energikus uralkodónak bizonyult, és utódjának igyekezett minél teljesebb nevelést biztosítani.

## A polgárháború
A jóslatot halló harmadik tiszt, a kis-ázsiai szláv Thómasz már León idejében szervezkedett, és a bizánci-arab határ mentén jelentős hadsereget gyűjtött különféle népekből: örmények, arabok, szlávok, perzsák, görögök egyaránt a zászlaja alá gyűltek. Mikhaél megkoronázásakor felkelés kezdődött, mely erős társadalmi és vallási színezetet kapott. Thómasz magát az elűzött VI. Kónsztantinosznak adta ki, híveinek a képrombolás visszaszorítását, illetve az adók mérséklését és a szegények oltalmazását ígérte. Anatólia nagy része – az Opszikion és az Armeniakon thema kivételével – a trónkövetelő oldalára állt, és Bagdadból is jelentős anyagi támogatást kapott a katonailag már erőtlen kalifátustól. Az antiókheiai pátriárka császárrá koronázta, majd a Kübariatón themából szerzett flottával átkelt Európába. Sokan álltak mögé itt is, ezért 821 decemberében megkezdte Konstantinápoly ostromát.
A főváros ismét bevehetetlennek bizonyult, ráadásul Mikhaél segítségére sietett Omurtag, a bolgárok kánja. A szervezetlen tömegeket szétverték, így az ostrom 823 tavaszán véget ért. Thómasz serege maradékaival Arkadiopoliszba menekült, ahol hónapok után legyőzték, elfogták, és 823 októberében kivégezték.

## Veszteségek
Bár az arabok bagdadi központja mind gyengébbé vált, távolabbi csoportjaik komoly gondokat okoztak Bizáncnak Mikhaél idején. A polgárháborúban megrendült birodalom helyzetét kihasználva az Ibériai-félszigetről menekült, Egyiptomot 816-ban megszerző arabok 827-ben vagy 828-ban megszállták Kréta szigetét, és a sorozatos ellentámadásokkal szemben mintegy 150 évig kezükben tartották a fontos támaszpontot. 827-ben kezdődött meg Szicília meghódítása is. A korábbi rablóportyákkal ellentétben ezúttal területszerzési céllal érkeztek a muszlimok. A császári befolyás érezhetően gyengült a Balkán szláv területei felett is.

## Vallásügyek
A képrombolók iránt érzett szimpátiája ellenére tárgyalni kívánt a képtisztelők megbékítése érdekében, de kivívta a szerzetesek haragját, amikor első asszonya, Thekla halála után másodszor nősülve VI. Kónsztantinosz apácai fogadalmat tett lányát, az Izauri-dinasztia utolsó életben maradt tagját, Eufrozinát vette feleségül.